# Theodor Landström
Theodor Martin Landström (Göteborg, 1º maggio 1999) è un giocatore di football americano svedese, che gioca come wide receiver negli Hamburg Sea Devils.